# الشهبونية
الشهبونية، بلدية بدائرة الشهبونية ولاية المدية الجزائرية.
تبعد عن قصر البخاري حوالي 50 كيلومتر.